# PlusLiga Kobiet 2010/2011 składy
Składy drużyn siatkarskich w sezonie 2010/2011 z PlusLigi Kobiet.